# Psalydolytta notifrons
Psalydolytta notifrons es una especie de coleóptero de la familia Meloidae.

## Distribución geográfica
Habita en Angola.